# 貝斯貝里山脈
貝斯貝里山脈（西班牙語：Macizo del Besiberri），是西班牙的山脈，位於該國東北部加泰羅尼亞，屬於比利牛斯山的一部分，最高點是海拔高度3,029米的科馬洛福爾諾山，人類在1899年8月7日首次登頂。